# An American Prayer
An American Prayer este un album de studio al trupei americane de rock (mai precis rock psihedelic și blues rock), The Doors. În 1978, la șapte ani de la moartea lui Jim Morrison și la cinci ani de la despărțirea formației, cei trei membrii supraviețuitori ai acesteia Ray Manzarek, Robby Krieger și John Densmore s-au reunit pentru a înregistra o muzică de fundal pe care să transpună o parte a poeziei lui Morrison (înregistrată antum de către acesta și descoperită postum). Alte piese muzicale și porțiuni de muzică vorbită înregistrate de Doors și Morrison au fost de asemenea introduse pe album, cum ar fi dialoguri din filmul lui Morrison HWY. Opiniile au fost împărțite la apariția albumului dar, cu toate acestea, materialul a fost creditat cu discul de platină reușind să vândă în SUA la fel de mult ca majoritatea albumelor Doors.

## Lista pieselor
1. "Awake" (0:36)
2. "Ghost Song" (4:13)
3. "Dawn's Highway/Newborn Awakening" (3:48)
4. "To Come of Age" (1:02)
5. "Black Polished Chrome/Latino Chrome" (3:22)
6. "Angels and Sailors/Stoned Immaculate" (4:20)
7. "The Movie" (1:36)
8. "Curses, Invocations" (1:58)
9. "American Night" (0:29)
10. "Roadhouse Blues" (6:59)
11. "Lament" (2:19)
12. "The Hitchhiker" (2:16)
13. "An American Prayer" (6:53)

- Poezie, versuri și vorbe de Jim Morrison; muzică de Ray Manzarek, Robby Krieger și John Densmore.

## Componență
- John Densmore - baterie/tobe (înregistrare în 1978)
- Robby Krieger - chitară (înregistrare în 1978)
- Ray Manzarek - claviaturi (înregistrare în 1978)
- Jim Morrison - voce, cuvinte (înregistrare în 1970)